# Sága (bohyně)

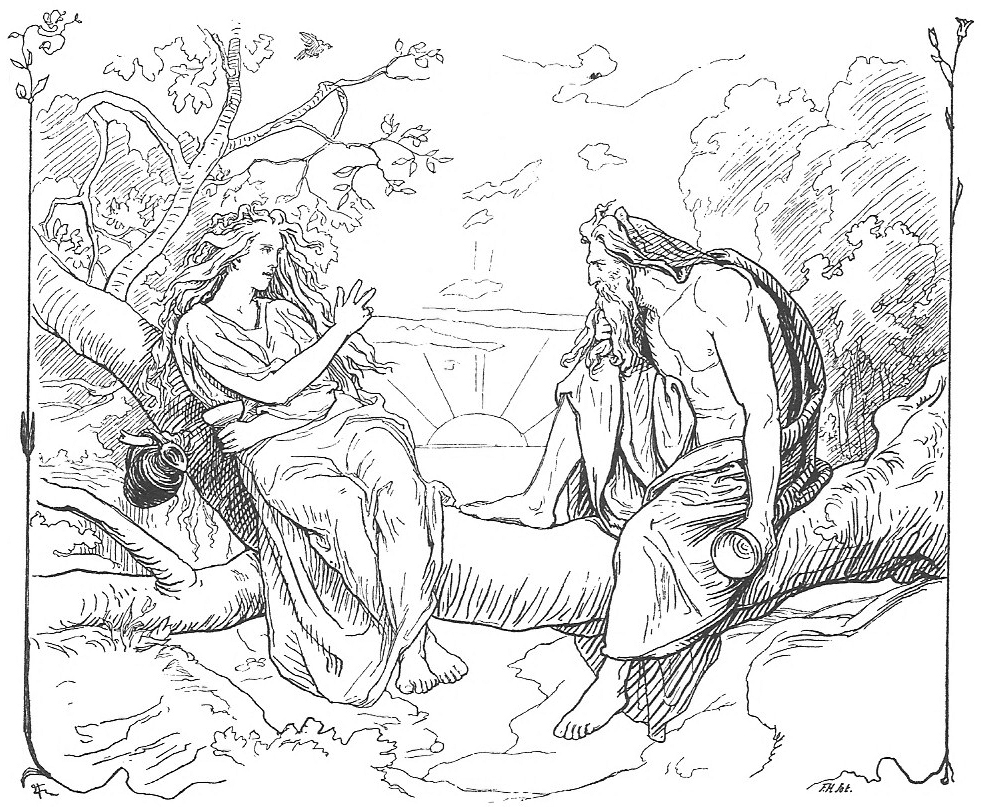
„Sága a Odin pijící dohromady“ od Lorenza Frolicha (1895).

Sága je severská bohyně patřící k Ásům. Zmiňována je v Grímnismálu jako hospodyně na Sökkvabekku. Také je označována za bohyni historie. Některé prameny ji uvádějí pouze jako jiné jméno pro Frigg.